# The Old George Inn

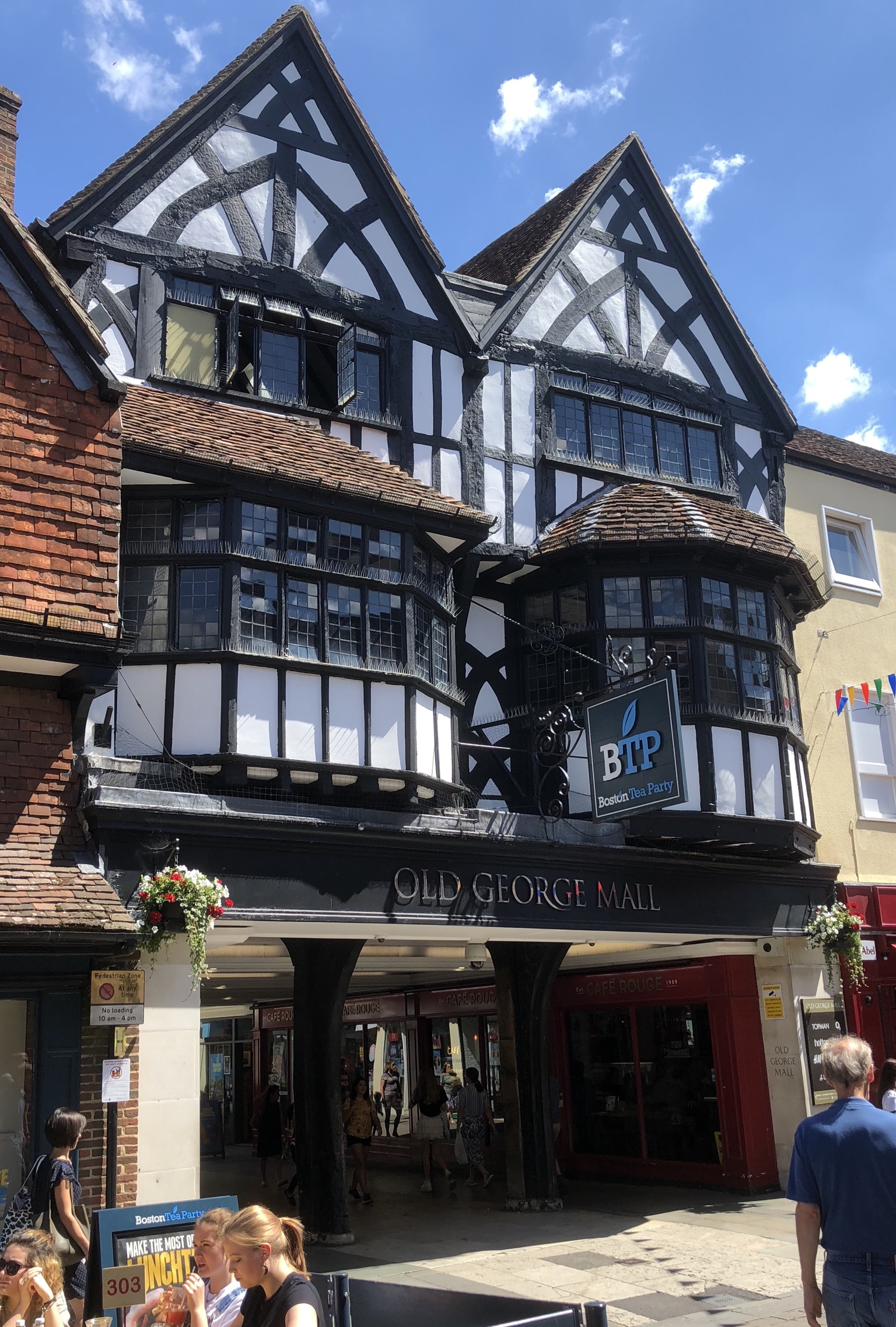
The Old George Inn, 2019

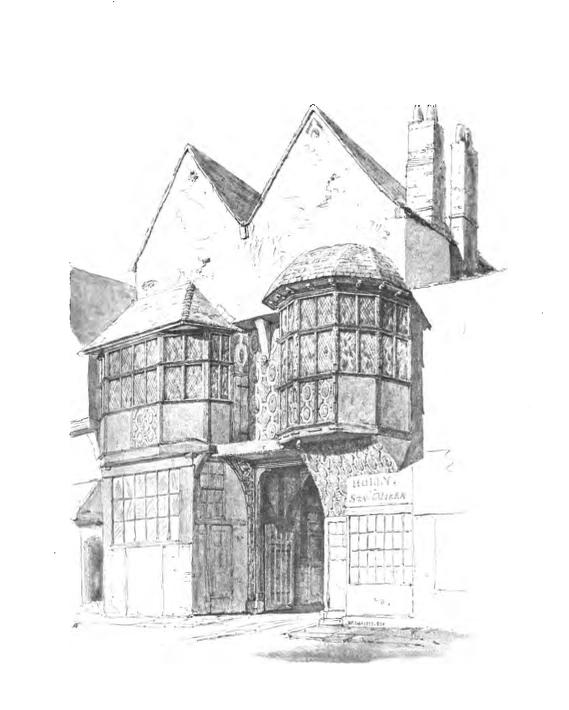
Zeichnung von 1833

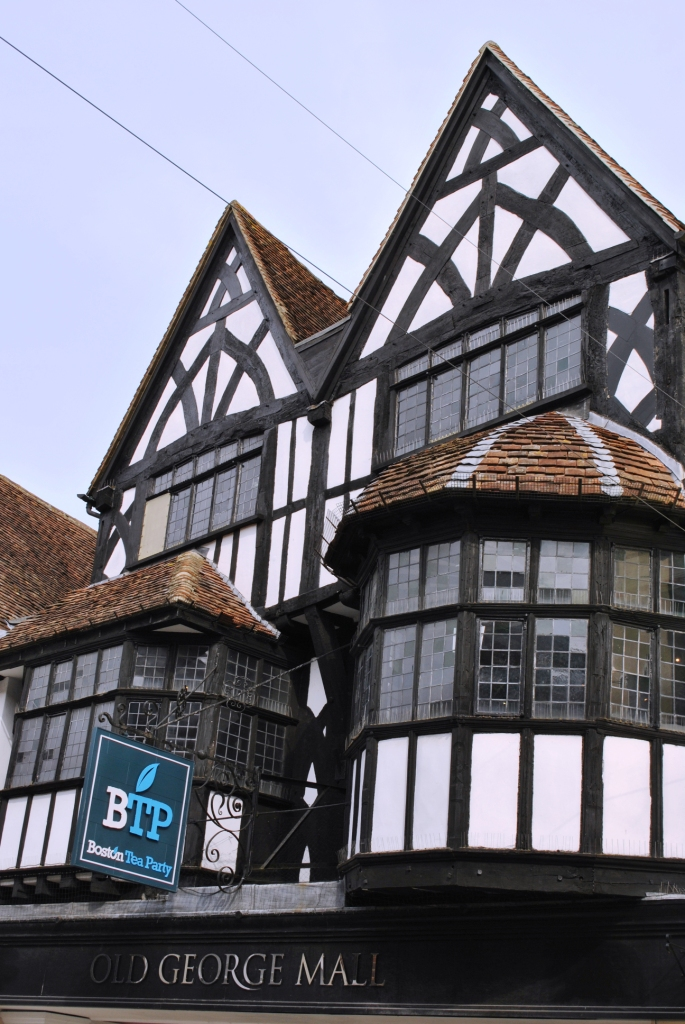
2013

Das Old George Inn ist ein denkmalgeschützter ehemaliger Gasthof in Salisbury in England.

## Lage
Er befindet sich im Ortszentrum von Salisbury auf der Ostseite der High Street an der Adresse High Street 15, 17 und stellt den westlichen Zugang zur Old George Mall dar. Nördlich grenzt das gleichfalls denkmalgeschützte Haus High Street 11, 13 an.

## Geschichte
Das dreigeschossige Fachwerkhaus wurde im Jahr 1314 gebaut. Seit 1364 wurden Unterkunft und Verpflegung angeboten. Für das Jahr 1579 ist überliefert, dass durch den Ausbruch der Pest die Geschäfte des Hauses litten. 1608 übernachtete William Shakespeare mit seiner Schauspieltruppe während einer Reise nach Wilton im Gasthaus. Es wird vermutet, dass die Truppe in den damaligen Gärten des Gasthauses, östlich des Gebäudes, das Theaterstück Wie es euch gefällt geprobt haben soll.
In den Jahren 1616 bis 1623 war im Erdgeschoss die städtische Schule untergebracht. 1645 gehörte Oliver Cromwell zu den Gästen des Hauses. Im Jahr 1668 war Samuel Pepys zu Gast, der sich in seinem bekannten Tagebuch lobend über die Qualität äußerte, den Preis aber als verrückt beschrieb und nach einer Nacht in ein günstigeres Gasthaus zog. Für das Jahr 1675 ist das Gasthaus als Tagungsort der Unternehmenskommission belegt.
Ab 1760 wurde das Gebäude dann zunächst nicht mehr als Gasthaus genutzt, sondern private Wohnungen eingerichtet. 1844 wohnte Charles Dickens im Haus und schrieb hier vermutlich Teile des Romans Martin Chuzzlewit, in dem das Haus auch Erwähnung findet.
1858 wandelte der Eigentümer J. Trowbridge das Haus wieder in ein Gasthaus um. Durch den aufkommenden Tourismus zur Kathedrale von Salisbury und die industrielle Revolution, lohnte sich der Betrieb.
1947 kam es zu einem Brand, wobei Boden, Dach und Teile der Innenräume beschädigt und dann wieder hergestellt wurden. Als denkmalgeschützt wird es seit dem 28. Februar 1952 geführt. Das Gasthaus wurde bis in die 1990er Jahre, zuletzt unter dem Namen The Bay Tree, betrieben. Aktuell (Stand 2019) ist im Haus das Geschäft Boston Tea Party untergebracht.

## Architektur
Zur Straße hin bestehen zwei Giebel, das Fachwerk ist aufwändig gestaltet, die Gefache sind verputzt. Vor dem ersten Obergeschoss befinden sich zwei Erker, die mit Dächern in unterschiedlicher Gestaltung bedeckt sind. Die Erkerfenster wurden 1453 von Italienern, die an der Kathedrale von Salisbury mitarbeiteten, für ein Pfund gebaut. Bemerkenswert ist die aufwändige Gestaltung des Fachwerks zwischen den beiden Erkern. Das Gebäude ist mit alten ziegelgedeckten Satteldächern bedeckt, deren Dachstuhl aus dem 15. Jahrhundert stammt.
Mittig im Erdgeschoss befand sich eine Durchfahrt, die in jüngerer Zeit stark verbreitert wurde, so dass sie zum Durchgang zur Old George Mall werden konnte. Dabei blieben alte Stützbalken erhalten.
Im Inneren des Hauses befinden sich auf der Südseite im ersten Obergeschoss Gipsfriese aus dem 17. Jahrhundert und Schnitzarbeiten. Im nördlichen Teil befindet sich nach Osten ausgerichtet ein sich über zwei Stockwerke erstreckender Saal. Der mit Säulen und Eichenbalken versehene Saal verfügt über eine Galerie für Minnesänger. Der Kaminsims ist kunstvoll mit jakobinischen Schnitzereien versehen. Zwei Balkenköpfe sind mit geschnitzten Darstellungen von Eduard II. und seiner Ehefrau Isabelle versehen.